# 模擬市民3：華麗舞台
《模擬市民3：華麗舞台》是《模擬市民3》的第六款資料片，于2012年3月6日推出。游戏以歌唱、杂技表演和现场表演为主题，其中该游戏的限量珍藏版包括了专有的游戏内容，例如舞台、服装以及基于美国歌手凯蒂·派瑞的海报。

## 外部連結
- 《模擬市民3：華麗舞台》官方網站 （英文）
- The Sims Wiki上的相关条目：《模擬市民3：華麗舞台》（英文）